# Anton Webern
Anton Webern (fullständigt namn Anton Friedrich Wilhelm von Webern), född 3 december 1883 i Wien, död 15 september 1945 i Mittersill i Salzburg, var en österrikisk kompositör och dirigent.

## Biografi
Han var en av Arnold Schönbergs första elever och tillhörde den så kallade Andra Wienskolan. Weberns verk, vilka använde Schönbergs tolvtonsteknik, har influerat många kompositörer som Pierre Boulez och Karlheinz Stockhausen. Idén om klangfärgsmelodin blev utgångspunkten för hans punktmusik, där instrumentens kontrasterande egenskaper utnyttjas till fullo. Ett exempel på hans koncentrerade skrivsätt är den 19 sekunder korta studien i ppp som ingår i Fem orkesterstycken opus 10 (1913).
Weberns tidigaste verk var dock i en romantisk stil. Dessa publicerades dock inte under hans livstid, men spelas ibland idag.

## Utmärkelser
Asteroiden 4529 Webern är uppkallad efter honom.

## Verkförteckning

### Verk med opusnummer
Verken med opusnummer är de som Webern publicerade under sin livstid samt några sena verk som publicerades efter hans död. Detta är hans viktigaste verk men åtskilliga ungdomsstycken och några mogna verk utan opusnummer framförs emellanåt idag.
- Op. 1, Passacaglia för orkester (1908)
- Op. 2, Entflieht auf leichten Kähnen för blandad kör (a cappella) till text av Stefan George (1908)
- Op. 3, Fünf Lieder ur Der Siebente Ring för röst och piano till text av Stefan George (1908–09)
  - 1. ”Dies ist ein Lied”
  - 2. ”Im Windesweben“
  - 3. ”An Bachesrand“
  - 4. ”Im Morgentaun“
  - 5. ”Kahl Reckt der Baum“
- Op. 4, Fem sånger för röst och piano till text av Stefan George (1908–09)
  - 1. Eingang, ”Welt der Gestalten“
  - 2. ”Noch zwingt mich Treue“
  - 3. ”Ja, Heil und Dank dir“
  - 4. ”So ich traurig bin“
  - 5. ”Ihr tratet zu dem Herde“
- Op. 5, Fem satser för stråkkvartett (1909); version för stråkorkester (1928)
- Op. 6, Sex stycken för stor orkester (1909, reviderad 1928)
- Op. 7, Fyra stycken för violin och piano (1910)
- Op. 8, Två sånger för röst och 8 instrument till text av Rainer Maria Rilke (1910)
  - 1. ”Du, der ich’s nicht sage”
  - 2. ”Du machst mich allein”
- Op. 9, Sechs Bagatellen för stråkkvartett (1911–13)
- Op. 10, Fem stycken för kammarorkester (1911–13)
- Op. 11, Tre små stycken för cello och piano (1914)
- Op. 12, Fyra sånger för röst och piano (1915–17)
  - 1. ”Der Tag ist vergangen“ (1915)
  - 2. ”Die geheimnisvolle Flöte“ (”An einem Abend“) (1917)
  - 3. ”Schien mir’s, als ich sah die Sonne“ (1915)
  - 4. ”Gleich und gleich“ (”Ein Blumenglöckchen“) (1917)
- Op. 13, Fyra sånger för röst och orkester (1914–18)
  - 1. ”Wiese im Park“ (”Wie wird mir zeitlos“) (1917)
  - 2. ”Die Einsame“ (”An dunkelblauem Himmel“) (1914)
  - 3. ”In der Fremde“ (”In Fremdem Lande“) (1917)
  - 4. ”Ein Winterabend“ (”Wenn der Schnee“) (1918)
- Op. 14, Sex sånger för röst, klarinett, basklarinett, violin och cello till text av Georg Trakl (1917–21)
  - 1. ”Die Sonne“
  - 2. ”Abendland I“
  - 3. ”Abendland II“
  - 4. ”Abendland III“
  - 5. ”Nachts“
  - 6. ”Gesang einer gefangnen Amsel“
- Op. 15, Fem andliga sånger för röst och kammarensemble (1917–22)
  - 1. ”Das Kreuz, das musst' er tragen“
  - 2. Morgenlied,"steht auf, ihr lieber Kinderlein“
  - 3. ”In Gottes Namen aufstehen“
  - 4. ”Mein Weg geht jetzt vorüber“
  - 5. ”Fahr hin, O Seel'“
- Op. 16, Fem kanoner till latinska texter för sopran, klarinett och basklarinett (1923–24)
  - 1. "Christus factus est" (1924)
  - 2. ”Dormi Jesu“ (1923)
  - 3. ”Crux fidelis“ (1923)
  - 4. ”Asperges me“ (1923)
  - 5. ”Crucem tuam adoramus“ (1924)
- Op. 17, Drei Volkstexte för röst, violin/viola, klarinett och basklarinett (1924–25)
  - 1. ”Armer Sünder, du“ (1924)
  - 2. ”Liebste Jungfrau“ (1925)
  - 3. ”Heiland, unsere Missetaten“ (1925)
- Op. 18, Tre sånger för röst, klarinett och gitarr (1925)
  - 1. ”Schatzerl klein“
  - 2. Erlösung, "Mein Kind, Sieh an"
  - 3. ”Ave, Regina Coelorum“
- Op. 19, Två sånger för blandad kör, celesta, gitarr, violin, klarinett och basklarinett till text av Johann Wolfgang Goethe (1926)
  - 1. ”Weiß wie Lilien“
  - 2. ”Ziehn die Schafe“
- Op. 20, Stråktrio (1926–27)
- Op. 21, Symfoni (1928)
- Op. 22, Kvartett för violin, klarinett, tenorsaxofon och piano (1930)
- Op. 23, Drei Lieder, viae inviae för röst och piano (1934)
  - 1. ”Das Dunkle Herz“ (1934)
  - 2. ”Es stürzt aus Höhen Frische“ (1933)
  - 3. ”Herr Jesus mein“ (1933)
- Op. 24, Konsert för nio instrument (1931–34)
- Op. 25, Drei Lieder för röst och piano till text av Hildegard Jone (1934)
  - 1. ”Wie bin ich froh!“
  - 2. ”Des Herzens Purpurvogel“
  - 3. ”Sterne, Ihr silbernen Bienen“
- Op. 26, Das Augenlicht för blandad kör och orkester till text av Hildegard Jone (1935)
- Op. 27, Variationer för piano (1935–36)
- Op. 28, Stråkkvartett (1937–38)
- Op. 29, Kantat nr 1 för sopran, blandad kör och orkester till text av Hildegard Jone (1938–39)
  - 1. ”Zündender Lichtblitz“
  - 2. ”Kleiner Flügel“
  - 3. ”Tönen die Seligen Saiten Apolls“
- Op. 30, Variationer för orkester (1940)
- Op. 31, Kantat nr 2 för sopran, bas, kör och orkester till text Hildegard Jone (1941–43)
  - 1. ”Schweigt auch die Welt“
  - 2. ”Sehr tief verhalten“
  - 3. ”Schöpfen aus Brunnen“
  - 4. ”Leichteste Bürden“
  - 5. ”Freundselig ist das Wort“
  - 6. ”Gelockert aus dem Schoße“

### Verk utan opusnummer
- Två stycken för cello och piano (1899)
- Tre dikter för röst och piano (1899–1903)
  - 1. Vorfrühling, "Leise tritt auf" (1899)
  - 2. Nachtgebet der Braut, "O Welt, wann darf ich" (1903)
  - 3. Fromm, "Der Mond scheint" (1902)
- Vorfrühling II för röst och piano(1900)
- Wolkennacht för röst och piano (1900)
- Zwei Lieder för röst och piano (1900–01)
- Wehmut för röst och piano(1901)
- Åtta tidiga sånger för röst och piano (1901–04)
  - 1. Tief von fern, "Aus des Abends" (1901)
  - 2. Aufblick, "Über unserer Liebe" (1903)
  - 3. Blummengruß, "Der Strauss, den ich" (1903)
  - 4. Bild der Liebe, "Vom Wald umgeben" (1904)
  - 5. Sommerabend, "Du Sommerabend" (1903)
  - 6. Heiter, "Mein Herz ist wie ein See" (1904)
  - 7. Der Tod, "Ach, es ist so dunkel" (1903)
  - 8. Heimgang in der Frühe, "In der Dämmerung" (1903)
- Siegfrieds Schwert för röst och orkester (1903)
- Tre sånger efter Ferdinand Avenarius (1903–04)
  - 1. Gefunden, "Nun wir uns leben"(1904)
  - 2. Gebet, "Ertrage du's" (1903)
  - 3. Freunde, "Schmerzen und Freunden"(1904)
- Hochsommernacht för sopran, tenor och piano (1904)
- Im Sommerwind, idyll för stor orkester efter en dikt av Bruno Wille (1904)
- Scherzo och trio för stråkkvartett (1904)
- Langsamer Satz för stråkkvartett (1905)
- Stråkkvartett (1905)
- Rondo för stråkkvartett (1906)
- Stycke för piano (1906)
- Sonatsats för piano (1906)
- Fünf Lieder nach Gedichten von Richard Dehmel (1906–08)
  - 1. Ideale Landschaft, "Du hattest einen Glanz" (1906)
  - 2. Am Ufer, "Die Welt verstimmt" (1908)
  - 3. Himmelfahrt, "Schwebst du nieder" (1908)
  - 4. Nächtliche Scheu, "Sagthaft vom Gewölk" (1907)
  - 5. Helle Nacht, "Weich küsst die Zweige" (1908)
- Tre etyder för orkester (1907)
- Pianokvintett (1907)
- Stråkkvartett i a-moll (1907)
- Vier Lieder för röst och piano till text av Stefan George (1908–09)
  - 1. "Erwachen aus dem Tiefsten Traumesschoße"
  - 2. Kunfttag I, "Dem bist du Kind"
  - 3. Trauer I, "So wart, bis ich dies"
  - 4. Das lockere Staatgefilde
- Acht Fragmente för orkester (1911–13)
- Fem orkesterstycken (1913)
  - 1. Bewegt
  - 2. Langsam (Sostenuto)
  - 3. Sehr bewegte Viertel
  - 4. Langsame Viertel
  - 5. Alla Breve
- Schmerz, immer blick' nach oben för röst och stråkkvartett (1913)
- Drei Orchesterlieder för sopran och kammarorkester(1913–14)
  - 1. Leise Düfte, Blüten so zart
  - 2. Kunfttag III, Nun wird es wieder Lenz
  - 3. O sanftes Glühen der Berge
- Cellosonat (1914)
- Trio för klarinett, trumpet och violin (1920)
- Drei Kinderstücke för piano (1924)
- Stycke för stråktrio (1925)
- Klavierstück, im Tempo eines Menuetts (1925)
- Stycke för stråktrio (1927)
- Konsert för violin, klarinett, horn, piano och stråkorkester (1928)
- Nun weiß man för röst och piano (1929)
- Stråkkvartett (1929)
- Der Spiegel sagt mir för damkör a cappella eller röst och instrument (1930)
- Doch immer höher steigt der edle Drang! för röst och piano (1930)
- Ouvertyr för orkester (1931)
- Wie kann der Tod so nah der Liebe wohnen? för blandad kör och instrument (1934)
- Kantat nr 2 (1944, ofullbordad)
- Konsert (1944)